# Bretherton
Bretherton – wieś w Anglii, w hrabstwie Lancashire, w dystrykcie Chorley. Leży 45 km na północny zachód od miasta Manchester i 301 km na północny zachód od Londynu. W 2001 miejscowość liczyła 655 mieszkańców.